# Иванов, Владислав Александрович (учёный)
Ивано́в, Владисла́в Алекса́ндрович (1936—2007) — советский и российский учёный, доктор технических наук (1980), изобретатель, предложивший метод и обозначивший основные принципы магнитно-резонансной томографии задолго до начала её развития.

## Биография
Окончил Ленинградскую военно-воздушную академию (1959), где в процессе обучения занимался измерением магнитных полей на экспериментальной базе в Воейково под Ленинградом. В 1960 году служил в звании лейтенанта в Приморском крае. Служба была связана с научной деятельностью, начатой в академии. В частности, исследовалась зависимость навигации летающих объектов от геомагнитного поля, в связи с чем приходилось просматривать зарубежные публикации, в том числе работы американских учёных Блоха и Парсела по ядерному магнитному резонансу.
Свою первую заявку — на изобретение «Свободно-прецессионного протонного микроскопа» — подал в Комитет по делам изобретений и открытий в 1959 году, а через год оформил еще три заявки, однако все заявки были отклонены как нереализуемые. Вторая из этих заявок была подана в марте 1960 года на изобретение, в котором, по появившимся в начале 2000-х годов оценкам, были подробно обозначены принципы метода магнитно-резонансной томографии. В 2000-х годах специалисты смогли более строго оценить суть изобретения:

Самым существенным было предложение Владислава Иванова делать это магнитное поле неоднородным, таким образом, чтобы оно имело экстремум в той самой области, которую необходимо визуализировать. <…> но конкретная реализация такого предложения им не была высказана, хотя идея была действительно продуктивной.— д. ф.-м. н. Ю. А. Пирогов
Авторское свидетельство «Способ определения внутреннего строения материальных объектов» № 1112266 на эту заявку (по вторичному запросу, с сохранением даты приоритета её подачи) было выдано В. А. Иванову только в 1984 году, когда метод уже получил развитие в других странах.
После сокращения Вооружённых сил СССР (конец 1950-х — начало 1960-х годов) вернулся в Ленинград. Окончил аспирантуру ЛЭТИ по кафедре гироскопических устройств. В 1966 году защитил диссертацию на соискание учёной степени кандидата технических наук.
С 1967 года — начальник лаборатории ОКБ «Электроавтоматика». С 1969 года — руководитель лаборатории во ВНИИМ имени Д. И. Менделеева.
В 1974 году вновь вернулся к теме магнитно-резонансной томографии, одним из первых показал, что этот метод может применяться не только в медицине, но и, например, при проверке внутренних деталей неразборных приборов.
В 1980 году защитил диссертацию на соискание ученой степени доктора технических наук, с 1984 года — профессор, с 1985 года — заведующий кафедрой приборов точной механики в университете НИУ ИТМО.
В 1992—2005 годах — заведующий кафедрой измерительных технологий и компьютерной томографии. В 1985—2001 годах был председателем научно-методического совета учебно-методического объединения вузов Российской Федерации по приборостроению.

## Научная деятельность
Участвовал в разработке приборов для космических, авиационных, морских и подземных объектов. Был руководителем работ и автором принципов построения двух национальных эталонов в областях измерения угловых скоростей и ускорений (1978).
Автор более чем ста изобретений. Член Американского математического общества, Американского приборостроительного общества.

## Основные труды
- В. А. Иванов. Метрологическое обеспечение гироприборов. Судостроение, 1983.
- В. А. Иванов. Внутривидение (ЯМР-томография), ЛДНТП, 1989.
- В. А. Иванов. Орбитальное гирокомпасирование. Машиностроение, 1993.
- В. А. Иванов. Применение лазеров в приборах точной механики. Машиностроение, 1993.

Общее количество печатных трудов — более 300.
Автор поэтических сборников: «Три пути» (1991), «Блики времени» (1997), «Письма из Руссы» (1999).

## Награды
- Орден Дружбы
- Почётный авиастроитель РФ
- Нагрудные знаки «За заслуги в стандартизации» и «Отличник изобретательства и рационализации»
- Почётный член Союза метрологов Болгарии

## Признание
- 4 мая 1999 года в честь В. А. Иванова назван астероид 5991 Ivavladis, открытый в 1979 году астрономом Н. С. Черных.